# Villaputzu
Villaputzu is een gemeente in de Italiaanse provincie Zuid-Sardinië (regio Sardinië) en telt 4983 inwoners (31-12-2004). De oppervlakte bedraagt 181,6 km², de bevolkingsdichtheid is 27 inwoners per km².
De volgende frazioni maken deel uit van de gemeente: Quirra.

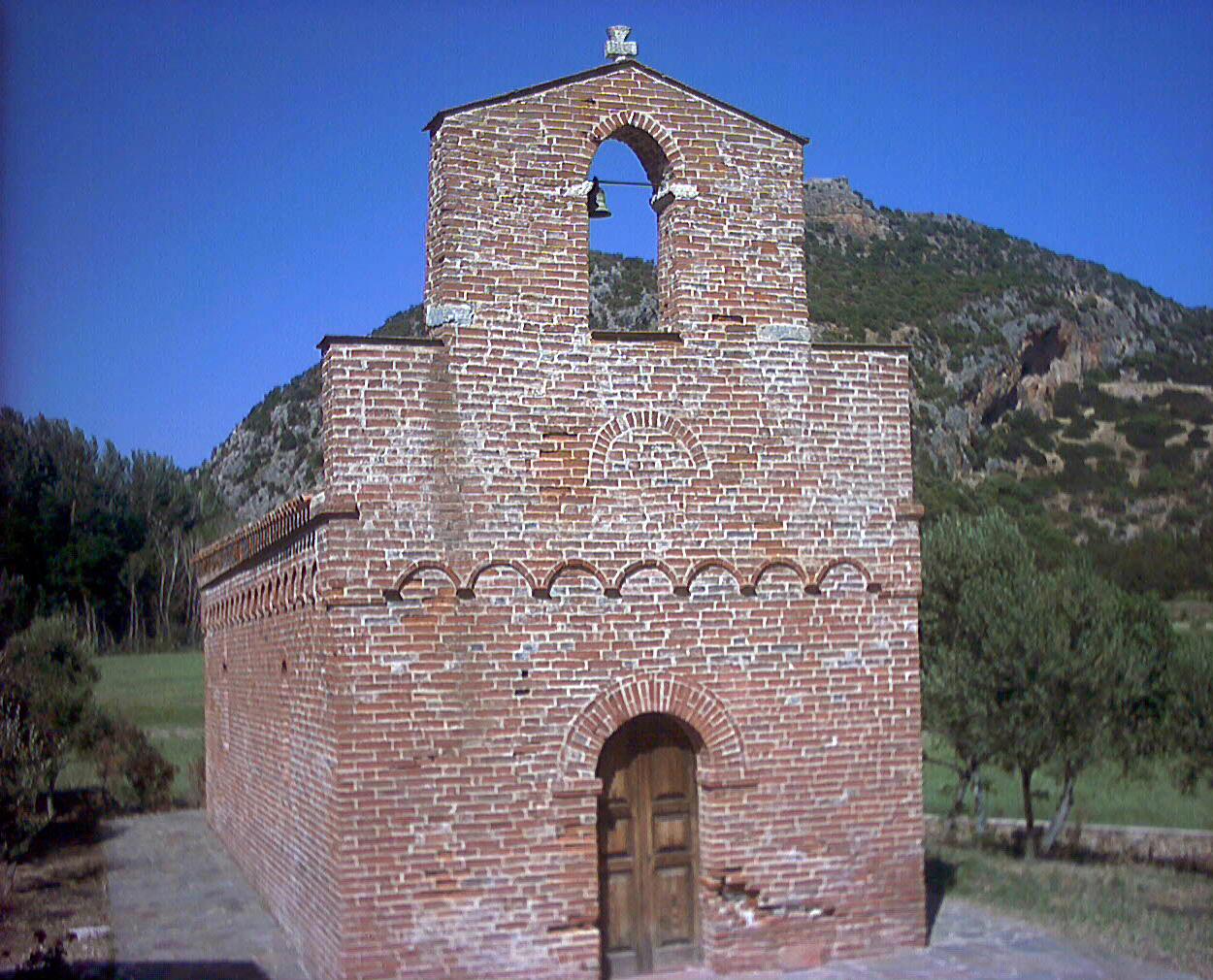
Kerk van San Nicola
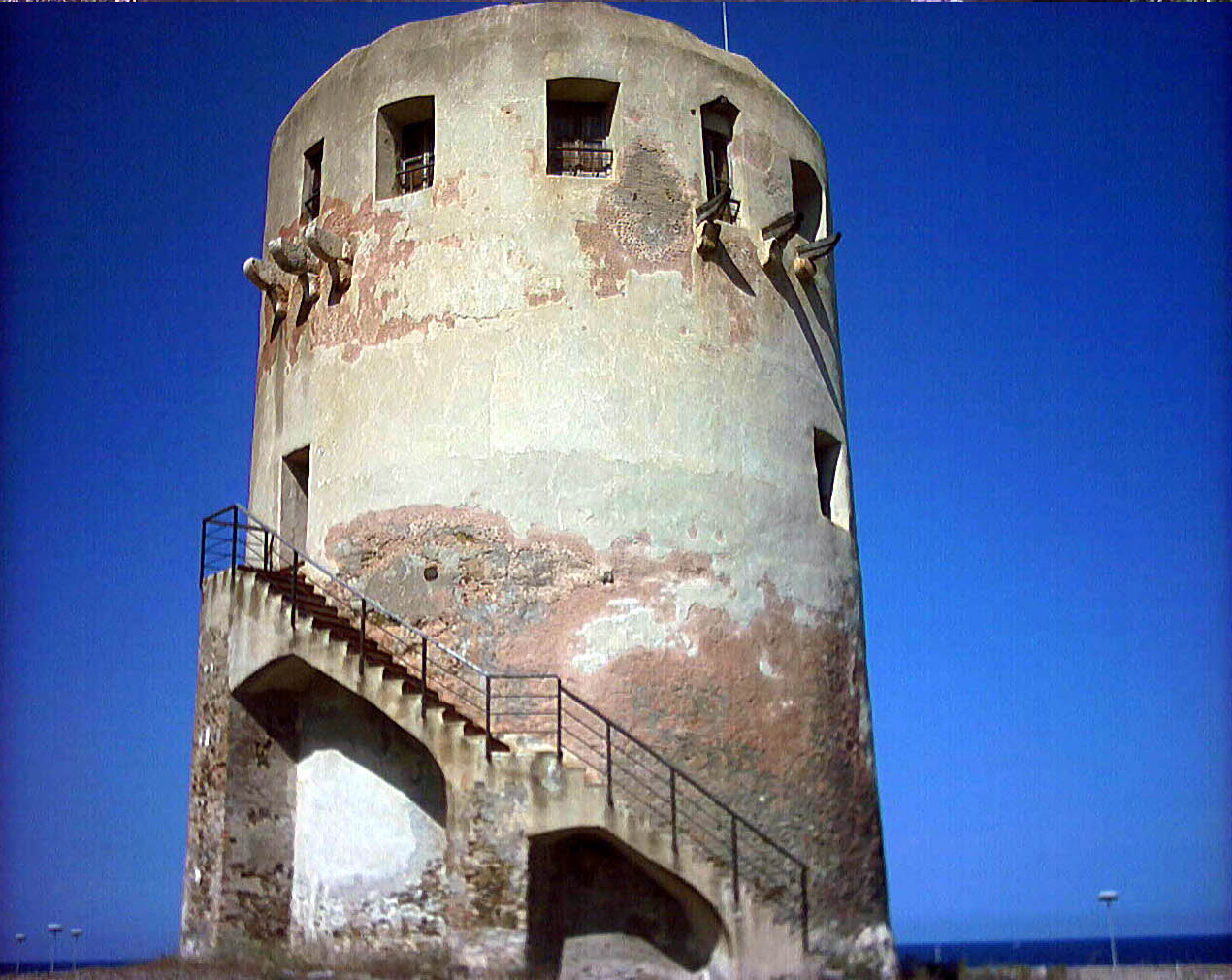
Toren bij de Porto Corallo

## Demografie
Villaputzu telt ongeveer 1640 huishoudens. Het aantal inwoners daalde in de periode 1991-2001 met 4,3% volgens cijfers uit de tienjaarlijkse volkstellingen van ISTAT.
| Jaar | Inwoneraantal |
| ---- | ------------- |
| 1991 | 5048          |
| 2001 | 4831          |

## Geografie
Villaputzu grenst aan de volgende gemeenten: Armungia, Arzana (OG), Ballao, Escalaplano (NU), Jerzu (OG), Muravera, Perdasdefogu (OG), San Vito, Ulassai (OG), Villasalto.